# Orde van de Kroon van Selangor
De Duli Yang Maha Mulia Sultan dan Yang di-Pertuan Negara Selangor Dar ul-Ihsan oftewel Koning en heerser van de staat Selangor Dar ul-Ihsan en haar territoria stichtte vier ridderorden.
De tweede van deze ridderorden is de Meest Illustere Orde van de Kroon van Selangor die in het Maleis Darjah Kebesaran Mahkota Selangor Yang Amat Mulia genoemd wordt. De orde werd op 6 juni 1961 ingesteld door Sultan Salah ud-din 'Abdu'l Aziz Shah. 
De orde heeft de volgende rangen:
- Eerste Klasse of Ridder-Grootcommandeur, in het Maleis Dato' Sri Paduka genoemd. De dragers van de Eerste Klasse dragen een gouden keten met daaraan de negenpuntige gouden ster van de orde. Op de linkerborst dragen zij de ster van de orde. Achter de naam mogen zij de letters SPMS plaatsen.
- Tweede Klasse of Ridder Commandeur, in het Maleis Dato Paduka genoemd. De dragers van de Tweede Klasse dragen de ster aan een lint om de hals en de ster van de orde op de linkerborst. Achter de naam mogen zij de letters DPMS plaatsen.
- Derde Klasse of Companion, in het Maleis Setia genoemd. De dragers van de Derde Klasse dragen de ster aan een lint om de hals. Achter de naam mogen zij de letters SMS plaatsen.
- Vierde Klasse of Lid, in het Maleis Ahli genoemd. De dragers van de Vierde Klasse dragen de ster aan een lint op de linkerborst. Achter de naam mogen zij de letters AMS plaatsen.

De orde wordt voor algemene verdienste toegekend. De twee hoogste graden verlenen de drager adeldom. De ster heeft vijf rood-witte stralen en wordt door de Ie en IIe Klasse op een zilveren plaque gedragen.
De eerste graad draagt een gouden keten met rood emaille. 